# Adolph Albrecht Erlenmeyer
Adolph Albrecht Erlenmeyer (Wiesbaden, 11 luglio 1822 – Bendorf, 9 agosto 1877) è stato uno psichiatra e medico tedesco.

## Biografia
Studiò medicina a Marburgo, Bonn e Berlino. Presso l'Università di Bonn studiò con il chirurgo Karl Wilhelm Wutzer (1789-1863) e dopo aver ricevuto il dottorato presso l'Università di Berlino, fu assistente dello psichiatra Carl Wigand Maximilian Jacobi (1777-1858) presso l'asilo di Siegburg.
Nel 1848 aprì un asilo privato a Bendorf bei Koblenz intitolato Asyl für Gehirn- und Nervenkranke. Durante gli anni successivi la struttura si espanse, mettendo anche al suo interno un dipartimento di neurologia (1866) e una "colonia agricola" chiamata Albrechtshöhe (1867).
Nel 1854 Erlenmeyer divenne co-fondatore della Deutsche Gesellschaft für Psychiatrie und gerichtliche Psychologie (Società Tedesca per la Psichiatria e la Psicologia Forense). Il figlio, lo psichiatra Friedrich Albrecht Erlenmeyer (1849-1926) è ricordato per la sua ricerca sulla dipendenza dalla morfina.

## Pubblicazioni
- Die Gehirnatrophie der Erwachsenen 1852
- Wie sind Seelenstörungen in ihrem Beginne zu behandeln?. 1860; Later translated into several languages.
- Die subcutanen Injectionen der Arzneimittel 1866
- Die Embolie der Hirnarierien 1867
- Die luetischen Psychosen1876.